# Just for Laughs Gags
Just for Laughs Gags (em francês:  Juste pour rire les gags) é um reality de comédia muda canadense que está sob a marca Just for Laughs criado por Pierre Girard e Jacques Chevalier.
A série gira em torno de pregar peças em sujeitos desavisados enquanto câmeras escondidas capturam sua reação, com cada episódio apresentando várias piadas. Embora alguns segmentos incluam diálogos breves, a maioria não contém nenhum som ou diálogo, sendo o áudio substituído por efeitos sonoros, uma trilha de riso e música de domínio público.

## Recepção
Com seu formato silencioso e sem necessidade de tradução, em três anos Just for Laughs: Gags chegou a 70 países e em 2015 foi licenciado em mais de 130 países em todo o mundo também como nos aeroportos e pelas companhias aéreas. As reações às piadas variam de "inane" a interculturalmente engraçadas. Os mesmos distribuidores também distribuem o Surprise Sur Prize, um show similar. Bruce Hills, que é COO da empresa responsável pelo programa, acha que a razão pela qual ele está em demanda entre os canais de TV é por causa de sua característica de se expressar para o público sem linguagem.